# Keratitida

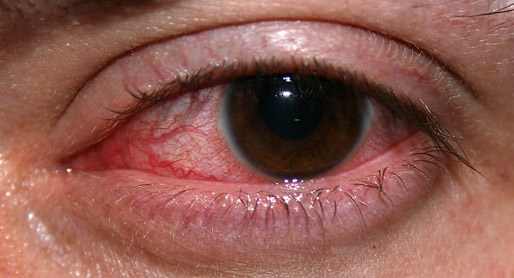
Keratitida bez ulcerace

Keratitida je zánět rohovky oka. Postižení rohovky může být povrchní (epiteliální či subepiteliální) nebo je postiženo i stroma, s rozvojem intersticiálních keratitid s vaskularizací a buněčnou infiltrací stromatu. Příčiny mohou být infekční (virové, bakteriální, plísňové infekce, akantaméba či chlamydie) i neinfekční (poranění, vniknutí cizího tělesa, imunologické etiologie, degenerace podmíněné věkem, chybné postavení víček /nedovírání/, poruchy slzného filmu, poruchy inervace).
Keratitida se projevuje bolestí, zarudnutím rohovky, epiforou, blefarospasmem (samovolné křečovité kontrakce očních víček), nerovnostmi povrchu. Postupující zánět může vést k zakalení rohovky a ke zhoršení zraku. Neléčený zánět přestupuje na okolní struktury oka a může vést k jeho vážnému poškození.
Infekční záněty rohovky představují celosvětově jednu z dominantních příčin slepoty. V zemích třetího světa se mezi příčiny vyjma poranění řadí zejména trachom a xeroftalmie (vysychání rohovky a spojivky), související s hygienou a výživou. V euroatlantickém prostoru pak incidence zánětů stoupala 3–10krát při pravidelném nošení kontaktních čoček. Nejčastějším původcem bakteriálních keratitid jsou Staphylococcus epidermidis, Staphylococcus aureus a některé pseudomonády.
K neinfekčním zánětům rohovky se řadí keratoconjuctivitis sicca, jedno z nejčastějších onemocnění rohovky, které nabývá charakteru civilizační nemoci v rámci syndromu suchého oka.